# Marcel Peltier (Künstler, 1945)
Marcel Peltier (* 19. April 1945 in Olten) ist ein Schweizer Zeichner und Objektkünstler.

## Karriere
Peltier bereiste Nordafrika, Griechenland, Asien und Amerika, ehe er 1961 den Vorkurs der Kunstgewerbeschule Basel absolvierte. Von 1962 bis 1966 machte er eine Grafikerlehre bei Donald Brun in Basel und besuchte die Kunstgewerbeschule Basel bei Lenz Klotz und Walter Bodmer. 1967 und 1968 hielt er sich bei Etienne Bucher-Cromières in Paris auf. Von 1968 bis 1987 führte er ein eigenes Atelier für Gestaltung. Von 1986 bis 1997 war er Konservator des Naturmuseums Olten. 1987 war er Mitgründer der Ateliergemeinschaft Olten. 1998 und 1999 intensivierte er die künstlerische Arbeit in einem Atelier in Genua. 1999 war er Mitautor von Fazetten einer Hafenstadt über den Atelierstandort Genua. 2005 wurde er beim öffentlichen Wettbewerb Kunst am Bau der Rentsch-Stiftung für Kulturelle Impulse mit dem 1. Preis und 2016 mit dem Preis für Malerei des Kantons Solothurn ausgezeichnet.